# 49기 NHK배
49기 NHK배은 일본기원에서 일본의 TV 속기전이 참가한 일본의 바둑 기전이다. 결승에서는 장쉬가 하네 나오키를 꺾고 우승을 차지했다.

## 대국 결과
| 대진   | 연도   | 대국일자 | 대국장소     | 승자 | 패자        | 결과      | 기보 |
| ------ | ------ | -------- | ------------ | ---- | ----------- | --------- | ---- |
| 결승전 | 2002년 | 월 일    | NHK 스튜디오 | 장쉬 | 하네 나오키 | 흑 불계승 |      |

## 상금
- 우승상금 : 400만 엔(円)(약 3,600만원)